# گمینا ویلچتسه
گمینا ویلچتسه (به لهستانی:  Gmina Wilczyce) یک گمینا در لهستان است که در شهرستان ساندومیژ واقع شده‌است. گمینا ویلچتسه ۶۹٫۹۴ کیلومتر مربع مساحت و ۳٬۸۰۰ نفر جمعیت دارد.